# Colotes de Lâmpsaco
Colotes de Lâmpsaco (em grego: Κολώτης Λαμψακηνός; romaniz.: Kolōtēs Lampsakēnos; c. 320-após 268 a.C.) foi um pupilo de Epicuro e um dos mais famosos de seus discípulos. Escreveu um trabalho para provar É mesmo impossível de viver de acordo com as doutrinas de outros filósofos (ὅτι κατὰ τὰ τῶν ἄλλων φιλοσόφων δόγματα οὐδὲ ζῆν ἐστιν). Foi dedicado ao rei Ptolemeu Filópator. Na refutação dele Plutarco escreve dois trabalhos, um diálogo, para provar, É mesmo impossível de viver agradavelmente de acordo com Epicuro e um trabalho intitulado Contra Colotes. De acordo com Plutarco, Colotes era hábil, mas vaidoso, dogmático e intolerante. Fez ataques violentos contra Sócrates e outros grandes filósofos. Foi um favorito de Epicuro, que usou, pelo caminho do afeto, chamá-lo Koλωτάρας e Koλωτάριoς. Foi também relatado por Plutarco, que Colotes, depois de ouvir o discurso de Epicuro sobre a natureza das coisas, caiu de joelhos diante dele e rogou-lhe dar instrução. Sustentou que era indigno da confiança de um filósofo por usar fábulas em seu ensino, uma noção a que Cícero se opõe.
Alguns fragmentos de dois trabalhos de Colotes foram descobertos na Vila dos Papiros em Herculano. Estes são o Contra Lisis de Platão, e Contra Eutidemo de Platão.